# Buathra epomiata
Buathra epomiata är en stekelart som först beskrevs av Per Abraham Roman 1936.  Buathra epomiata ingår i släktet Buathra och familjen brokparasitsteklar. Inga underarter finns listade.